# Basilique Notre-Dame-de-la-Merci de Yarumal
Cette  basilique n’est pas la seule basilique Notre-Dame-de-la-Miséricorde.
La basilique Notre-Dame-de-la-Merci de Yarumal (en espagnol : Basílica Menor de Nuestra Señora de la Merced) est une église située dans la municipalité de Yarumal en Colombie, à laquelle l’Église catholique accorde le titre de basilique mineure.